# Rouville (Oise)
Rouville – miejscowość i gmina we Francji, w regionie Hauts-de-France, w departamencie Oise.
Według danych na rok 1990 gminę zamieszkiwało 248 osób, a gęstość zaludnienia wynosiła 35 osób/km² (wśród 2293 gmin Pikardii Rouville plasuje się na 751. miejscu pod względem liczby ludności, natomiast pod względem powierzchni na miejscu 684.).